# Tracey Thompson
Pour les articles homonymes, voir Thompson.
Tracey Thompson, née Phillips en 1963, est une joueuse sud-africaine et américaine de badminton.

## Carrière
Elle est médaillée d'or en double femmes avec Augusta Phillips lors des Championnats d'Afrique de badminton 1992. Elle prend la nationalité américaine à la fin des années 1990.